# Opitni (Rostov)
|  | Per a altres significats, vegeu «Opitni». |

Opitni (en rus: Опытный) és un poble (un possiólok) de l'óblast de Rostov, a Rússia, que en el cens del 2010 tenia 300 habitants, pertany al districte d'Aksai.